# Moschiola kathygre
Moschiola kathygre är ett partåigt hovdjur som lever i södra Sri Lanka. Populationen infogades en längre tid i indiskt dvärgmyskdjur (Moschiola meminna) och efter en studie från 2005 listas den som art. Artepitetet i det vetenskapliga namnet är bildat av det grekiska ordet kathygros med betydelse ”kommer från/är kopplad till fuktigheten”.

## Utseende
Moschiola kathygre skiljer sig från indiskt dvärgmyskdjur främst i detaljer av kraniets konstruktion. Sex exemplar var 43 till 51 cm långa (huvud och bål) och hade en 1,6 till 2,6 cm långa svans samt 4,1 till 4,7 cm långa öron. Pälsens grundfärg på ovansidan är ockra och inte lika blek som hos indiskt dvärgmyskdjur. På kroppens sidor finns två längsgående ljusa strimmor och den nedre är vid några ställen ofullständig. Nedanför den övre strimman bildar punkter en rad och ovanför samma strimma finns två rader med punkter. Vid framkroppen har arten två ljusa tvärstrimmor. Alla punkter och strimmor på ovansidan är mer gulaktig medan indiskt dvärgmyskdjur i den torra regionen av Sri Lanka har vita strimmor och punkter. På undersidan är pälsen blek ockra och lägs bukens centrum sträcker sig en vit strimma.

## Utbredning
Utbredningsområdet ligger i Sri Lankas fuktiga region i öns södra del. Arten vistas i större skogar och i galleriskogar i låglandet och i bergstrakter. Den besöker även risodlingar och trädgårdar.

## Hot
Beståndet hotas av skogsbruk, av skogens omvandling till jordbruksmark. Där skogen återskapas har Moschiola kathygre bra förmåga att leva där. Detta myskdjur jagas för köttets skull men jakten sker så att populationen kan regenerera sig. IUCN listar arten som livskraftig (LC).